# Happy Chandler
Albert Benjamin "Happy" Chandler Sr. (Corydon, 14 de julio de 1898 - Versailles, 15 de junio de 1991) fue un político y ejecutivo deportivo estadounidense.

## Biografía
Miembro del Partido Demócrata, fue senador de los Estados Unidos y se desempeñó en dos ocasiones como gobernador de Kentucky (1935 a 1939 y 1955 a 1959). Además de su faceta política, también fue el segundo comisionado de las Grandes Ligas de Béisbol desde 1945 hasta 1951, siendo incluido en el Salón de la Fama del Béisbol en 1982. Fue durante su cargo que Jackie Robinson rompió las barreras raciales en la liga en 1947. Chandler apoyó Robinson. Más tarde, durante los primeros intentos de discriminación del Philadelphia Phillies y su mánager, Ben Chapman, Chandler amenazó con acciones disciplinarias contra Chapman y el equipo. Más adelante en la temporada, apoyó la decisión de Ford Frick de suspender indefinidamente a cualquier miembro de los Saint Louis Cardinals que protestara contra la integración.